# District historique d'Aquatic Park
Le district historique d'Aquatic Park – ou Aquatic Park Historic District en anglais – est un district historique à San Francisco, en Californie, dans l'ouest des États-Unis. Protégé au sein du San Francisco Maritime National Historical Park, il est inscrit au Registre national des lieux historiques depuis le 26 janvier 1984. Il est classé National Historic Landmark depuis le 28 mai 1987.